# Чехнув
Чехнув (пол. Czechnów, нім. Zechen) — село в Польщі, у гміні Бояново Равицького повіту Великопольського воєводства.
Населення — 235 осіб (2011).
У 1975-1998 роках село належало до Лешненського воєводства.

## Демографія
Демографічна структура станом на 31 березня 2011 року:
|          | Загалом | Допрацездатний вік | Працездатний вік | Постпрацездатний вік |
| -------- | ------- | ------------------ | ---------------- | -------------------- |
| Чоловіки | 126     | 23                 | 89               | 14                   |
| Жінки    | 109     | 23                 | 59               | 27                   |
| Разом    | 235     | 46                 | 148              | 41                   |